# Zodarion nitidum
Zodarion nitidum là một loài nhện trong họ Zodariidae.
Loài này thuộc chi Zodarion. Zodarion nitidum được Jean Victor Audouin miêu tả năm 1826.